# Kelvin Caña
Kelvin José Caña Infante (n. 6 august 1987, Ciudad Bolívar, Bolívar, Venezuela) este un scrimer venezuelan specializat pe spadă, laureat cu bronz individual la Campionatul Panamerican din 2014 și cu aur pe echipe la ediția din 2016. A participat ca rezervă la proba de spadă masculin pe echipe în cadrul Jocurilor Olimpice din 2016 de la Rio de Janeiro, unde Venezuela s-a clasat pe locul 8.

## Legături externe
- Profil Arhivat în 22 septembrie 2016, la Wayback Machine. pe rio2016.com